# Gabriela Antova
Gabriela Antova (Sofia, 6 januari 2002) is een Bulgaarse schaakster. Ze won in 2020 het Bulgaarse schaakkampioenschap voor vrouwen. Sinds 2023 is ze grootmeester bij de vrouwen (WGM).

## Schaakcarrière
Antova begon met schaken op zevenjarige leeftijd. Diverse keren nam ze namens Bulgarije deel aan het Europees schaakkampioenschap voor jeugd en aan het Wereldkampioenschap schaken voor jeugd, in verschillende leeftijdscategorieën. Vier keer won ze een medaille: 
- goud: in 2010, op het EK jeugd in de categorie meisjes tot 8 jaar
- zilver: in 2016, op het EK jeugd in de categorie meisjes tot 14 jaar[1]
- brons: in 2013, op het EK jeugd in de categorie meisjes tot 12 jaar,[2] en in 2018, op het EK jeugd in de categorie meisjes tot 16 jaar[3]

In 2014 werd ze 4e op het WK jeugd in de categorie meisjes tot 12 jaar. Ze won diverse keren het Bulgaarse en het Europese kampioenschap snelschaak and blitzschaak voor meisjes, in verschillende leeftijdscategorieën. 
Sinds 2014 heeft Antova frequent deelgenomen aan het Bulgaarse kampioenschap schaken voor vrouwen; haar beste resultaat was in 2017: gedeeld 3e-5e, via tiebreak 4e.
In april 2017 was haar Elo-rating 2335.  
In 2017, in Riga, nam Antova deel aan het Europees schaakkampioenschap voor vrouwen.
In 2010 werd ze FIDE Meester bij de vrouwen (WFM), in 2016 FIDE Meester (FM), in 2018 Internationaal Meester bij de vrouwen (WIM), en in 2023 grootmeester bij de vrouwen (WGM).

### Schaakteams
Gabriela Antova speelde met het vrouwenteam van Bulgarije in de Schaakolympiade voor vrouwen:
- in 2022, spelend aan het vierde bord bij de 44e Schaakolympiade, gehouden in Chennai (+7 =3 –0)[9]

## Externe koppelingen
- (en)   Informatie over schaakpartijen van Gabriela Antova op ChessGames.com
- (en)   Informatie over schaakpartijen van Gabriela Antova op 365chess.com
- (en)  FIDE-ratinggegevens voor Gabriela Antova